# Natatolana zebra
Natatolana zebra är en kräftdjursart som beskrevs av Keable 2006. Natatolana zebra ingår i släktet Natatolana och familjen Cirolanidae. Inga underarter finns listade i Catalogue of Life.